# GO WITH THE FLOW 林峯演唱會
GO WITH THE FLOW 林峯演唱會（英語：GO WITH THE FLOW LF LIVE 2025）是香港男歌手林峯是經九年後再次在紅磡體育館舉辦演唱會，演唱會於2025年5月22日至28日在香港紅磡體育館舉行。林峯最終亦在尾場宣布為以此主題舉辦巡迴演唱會。

## 簡介
「GO WITH THE FLOW 林峯演唱會」是林峯經九年後再次於紅磡香港體育館舉行演唱會，演唱會舉行日期為 2025年5月22-28日(共七場)。林峯早已多次表示將於2025年在紅磡體育館舉辦演唱會，最終於「Love Flows林峯演唱會」尾場宣布將於2025年5月在紅磡體育館舉辦演唱會。

## 發售
演唱會於2025年3月26日DBS信用卡預訂，在Cityline進行預訂，手續費為港幣$60，4月11日城市售票網公開發售。票價分四種，分別為港幣/澳幣$1080、$880、$680和$480。
| 門票區域 | 票價    | 備註 |
| -------- | ------- | ---- |
| A        | 1,080元 |      |
| B        | 880元   |      |
| C        | 680元   |      |
| D        | 480元   |      |

## 場次
| 場次 | 日期           | 城市     | 國家/地區           | 場地                           | 固定嘉賓        | 嘉賓                   | 附註           |
| ---- | -------------- | -------- | ------------------- | ------------------------------ | --------------- | ---------------------- | -------------- |
| 1    | 2025年5月22日  | 香港     | 香港                | 紅磡香港體育館                 | 吳林峰、 周秀娜 | 陳慧琳                 | 第一度加場     |
| 2    | 2025年5月23日  | 香港     | 香港                | 紅磡香港體育館                 | 吳林峰、 周秀娜 | 胡子彤、張文傑、劉俊謙 |                |
| 3    | 2025年5月24日  | 香港     | 香港                | 紅磡香港體育館                 | 吳林峰、 周秀娜 | Dear Jane              |                |
| 4    | 2025年5月25日  | 香港     | 香港                | 紅磡香港體育館                 | 吳林峰、 周秀娜 | MC張天賦               |                |
| 5    | 2025年5月26日  | 香港     | 香港                | 紅磡香港體育館                 | 吳林峰、 周秀娜 | 鍾嘉                   | 第一度加場     |
| 6    | 2025年5月27日  | 香港     | 香港                | 紅磡香港體育館                 | 吳林峰、 周秀娜 | 張敬軒                 | 第一度加場     |
| 7    | 2025年5月28日  | 香港     | 香港                | 紅磡香港體育館                 | 吳林峰、 周秀娜 | 古天樂                 | 第二度終極加場 |
| 8    | 2025年9月27日  | 中国     | 廣州                | 寶能廣州國際體育演藝中心       |                 |                        |                |
| 9    | 2025年9月28日  | 中国     | 廣州                | 寶能廣州國際體育演藝中心       |                 |                        |                |
| 10   | 2025年10月日   | 中国     | 佛山                | 佛山國際運動文化演藝中心       |                 |                        |                |
|      | 2025年10月日   | 中国     | 上海                |                                |                 |                        |                |
|      | 2025年10月日   | 中国     | 深圳                |                                |                 |                        |                |
|      | 2025年10月日   | 中国     | 成都                |                                |                 |                        |                |
|      | 2025年10月日   | 中国     | 北京                | 首都体育馆                     |                 |                        |                |
|      | 2025年10月日   | 中国     | 重慶                |                                |                 |                        |                |
|      | 2025年10月日   | 中国     | 廈門                | 廈門奧林匹克體育中心鳳凰體育館 |                 |                        |                |
|      | 2025年11月8日  | 马来西亚 | 雲頂                | 雲頂雲星劇場                   |                 |                        |                |
|      | 2025年11月20日 | 加拿大   | 溫哥華              | 道格·米歇爾雷鳥體育館          |                 |                        |                |
|      | 2025年11月23日 | 加拿大   | 尼加拉瓜瀑布        | 瀑佈景觀賭場                   |                 |                        |                |
|      | 2025年11月26日 | 美国     | 大西洋城            | 博爾加塔活動中心               |                 |                        |                |
|      | 2025年11月28日 | 美国     | 拉斯維加斯          | 美高梅大花園體育館             |                 |                        |                |
|      | 2025年11月29日 | 美国     | 拉斯維加斯          | 美高梅大花園體育館             |                 |                        |                |
|      | 2025年12月6日  | 美国     | 雷諾                | 裡諾活動中心                   |                 |                        |                |
|      | 2025年12月日   | 新加坡   | 新加坡              | 金沙會議展覽中心，金沙大宴會廳 |                 |                        |                |
|      | 2025年12月日   | 新加坡   | 新加坡              | 金沙會議展覽中心，金沙大宴會廳 |                 |                        |                |
|      | 2025年月日     |          | 雪梨                |                                |                 |                        |                |
|      | 2025年月日     | 墨爾本   | 瑪格麗特·考特體育館 |                                |                 |                        |                |
|      |                | 英国     | 倫敦                | 溫布利體育館                   |                 |                        |                |
|      |                | 日本     | 東京                |                                |                 |                        |                |

## 曲目
1. 愛在記憶中找你 

2. Not Done with you 

3. CHOK 

4. Vampire 

5. Once Again 

6. 一刀切 

7. 愛不疚 

8. 愛在三千的宇宙 

9. Baby Lady 

10. 幼稚未完 

11. ONE MORE TIME 

12. 幼稚完 

13. Come 2 Me 

14. Hello 

15. 無傷大雅（和吳林峰合唱） 

16. 唱情歌的人 

17. 馴獸師之王（和陳慧琳合唱） 

18. 隨身聽（陳慧琳獨唱） 

19. 我又戀愛了 

20. Medley：心呼吸、同林、如果時間來到、忘記傷害、直到你不找我、換過方式愛你、夏雪、旁觀者悲、反話、記得忘記 

21. 怕悶的人請舉手 

22. Broken 

23. ApocaLips 

24. Let’s Get Wet（周秀娜舞蹈演繹） 

Encore 

25. Dance Medley：熱能放送、Heart Attack、Nice 

1. 愛在記憶中找你 

2. Not Done with you 

3. CHOK 

4. Vampire 

5. Once Again 

6. 一刀切 

7. 愛不疚 

8. 愛在三千的宇宙 

9. Baby Lady 

10. 幼稚未完 

11. ONE MORE TIME 

12. 幼稚完 

13. Come 2 Me 

14. Hello 

15. 無傷大雅（和吳林峰合唱） 

16. 唱情歌的人 

17. 風的形狀（和劉俊謙、張文傑、胡子彤合唱） 

18. 兄弟打（胡子彤獨唱） 

19. 我又戀愛了 

20. Medley：心呼吸、同林、如果時間來到、忘記傷害、直到你不找我、換過方式愛你、夏雪、旁觀者悲、反話、記得忘記 

21. 怕悶的人請舉手 

22. Broken 

23. ApocaLips 

24. Let’s Get Wet（周秀娜舞蹈演繹） 

Encore 

25. Dance Medley：熱能放送、Heart Attack、Nice 

1. 愛在記憶中找你 

2. Not Done with you 

3. CHOK 

4. Vampire 

5. Once Again 

6. 一刀切 

7. 愛不疚 

8. 愛在三千的宇宙 

9. Baby Lady 

10. 幼稚未完 

11. ONE MORE TIME 

12. 幼稚完 

13. Come 2 Me 

14. Hello 

15. 無傷大雅（和吳林峰合唱） 

16. 唱情歌的人 

17. 樓下有人（和Dear Jane合唱） 

18. 你流淚所以我流淚（Dear Jane獨唱） 

19. 我又戀愛了 

20. Medley：心呼吸、同林、如果時間來到、忘記傷害、直到你不找我、換過方式愛你、夏雪、旁觀者悲、反話、記得忘記 

21. 怕悶的人請舉手 

22. Broken 

23. ApocaLips 

24. Let’s Get Wet（周秀娜舞蹈演繹） 

Encore 

25. Dance Medley：熱能放送、Heart Attack、Nice 

1. 愛在記憶中找你 

2. Not Done with you 

3. CHOK 

4. Vampire 

5. Once Again 

6. 一刀切 

7. 愛不疚 

8. 愛在三千的宇宙 

9. Baby Lady 

10. 幼稚未完 

11. ONE MORE TIME 

12. 幼稚完 

13. Come 2 Me 

14. Hello 

15. 無傷大雅（和吳林峰合唱） 

16. 唱情歌的人 

17. 馴獸師之王（和MC張天賦合唱） 

18. 懷疑人生（MC張天賦獨唱） 

19. 我又戀愛了 

20. Medley：心呼吸、同林、如果時間來到、忘記傷害、直到你不找我、換過方式愛你、夏雪、旁觀者悲、反話、記得忘記 

21. 怕悶的人請舉手 

22. Broken 

23. ApocaLips 

24. Let’s Get Wet（周秀娜舞蹈演繹） 

Encore 

25. Dance Medley：熱能放送、Heart Attack、Nice 

1. 愛在記憶中找你 

2. Not Done with you 

3. CHOK 

4. Vampire 

5. Once Again 

6. 一刀切 

7. 愛不疚 

8. 愛在三千的宇宙 

9. Baby Lady 

10. 幼稚未完 

11. ONE MORE TIME 

12. 幼稚完 

13. Come 2 Me 

14. Hello 

15. 無傷大雅（和吳林峰合唱） 

16. 唱情歌的人 

17. 馴獸師之王（和鍾嘉欣合唱） 

18. 心領（和鍾嘉欣合唱） 

19. 最幸福的事（鍾嘉欣獨唱） 

20. 我又戀愛了 

21. Medley：心呼吸、同林、如果時間來到、忘記傷害、直到你不找我、換過方式愛你、夏雪、旁觀者悲、反話、記得忘記 

22. 怕悶的人請舉手 

23. Broken 

24. ApocaLips 

25. Let’s Get Wet（周秀娜舞蹈演繹） 

Encore 

26. Dance Medley：熱能放送、Heart Attack、Nice 

1. 愛在記憶中找你 

2. Not Done with you 

3. CHOK 

4. Vampire 

5. Once Again 

6. 一刀切 

7. 愛不疚 

8. 愛在三千的宇宙 

9. Baby Lady 

10. 幼稚未完 

11. ONE MORE TIME 

12. 幼稚完 

13. Come 2 Me 

14. Hello 

15. 無傷大雅（和吳林峰合唱） 

16. 唱情歌的人 

17. 馴獸師之王（和張敬軒合唱） 

18. 櫻花樹下（張敬軒獨唱） 

19. 我又戀愛了 

20. Medley：心呼吸、同林、如果時間來到、忘記傷害、直到你不找我、換過方式愛你、夏雪、旁觀者悲、反話、記得忘記 

21. 怕悶的人請舉手 

22. Broken 

23. ApocaLips 

24. Let’s Get Wet（周秀娜舞蹈演繹） 

Encore 

25. Dance Medley：熱能放送、Heart Attack、Nice 

1. 愛在記憶中找你 

2. Not Done with you 

3. CHOK 

4. Vampire 

5. Once Again 

6. 一刀切 

7. 愛不疚 

8. 愛在三千的宇宙 

9. Baby Lady 

10. 幼稚未完 

11. ONE MORE TIME 

12. 幼稚完 

13. Come 2 Me 

14. Hello 

15. 無傷大雅（和吳林峰合唱） 

16. 唱情歌的人 

17. 天命最高（和古天樂合唱） 

18. 今期流行（和古天樂合唱） 

19. 男朋友（古天樂獨唱） 

20. 我又戀愛了 

21. Medley：心呼吸、同林、如果時間來到、忘記傷害、直到你不找我、換過方式愛你、夏雪、旁觀者悲、反話、記得忘記 

22. 怕悶的人請舉手 

23. Broken 

24. ApocaLips 

25. Let’s Get Wet（周秀娜舞蹈演繹） 

Encore 

26. Dance Medley：熱能放送、Heart Attack、Nice 